# Čebelarsko orodje in oprema
Čebelarsko orodje in oprema čebelarju olajšajo in omogočajo varno in uspešno pridelavo čebeljih pridelkov.

## Zaščitna oprema

### Zaščita obraza in glave
Na glavi se nahajajo najbolj občutljivi deli našega telesa na čebelji pik, zato je kvalitetna zaščita obvezna, predvsem za začetnike. Največkrat je v uporabi klobuk, pajčolan s širokim robom, preko katerega visi mreža čez obraz in okoli glave. Spodaj pri vratu in ramenih pa je mreža zožena, kar prepreči čebelam vstop. Mreža mora biti dovolj oddaljena od obraza, da ga čebelja žela ne dosežejo, tako gosta da prepušča zrak in nas hladi ter črne barve, zaradi boljše vidljivosti. Klobuk je lahko prišit na delovno obleko ali nanjo pritrjen z zadrgo, največkrat pa je v uporabi kot samostojen element zaščitne opreme, saj je to bolj praktično. 

### Zaščitna obleka
Uporabimo lahko zaščitno haljo, bolj pa je koristen kombinezon, ki je iz bombaža, platna, nikoli pa iz volne, saj je le-ta prevroča in nepriljubljena pri čebelah Material mora dobro dihati, da čebelarja hladi. Kombinezon je vedno svetlih barv, največkrat bele, saj na temno barvo čebele reagirajo agresivneje. Lahko je eno ali dvodelen, iz hlač in jakne. Na koncu rokavov in hlačnic ter okoli pasu ima močno elastiko, da nam čebele ne zlezejo pod kombinezon. Nekateri kombinezoni imajo dodatno z zadrgo zapet pajčolan, katerega lahko poljubno čebelar odstrani. Tudi kakšen žep za odlaganje orodja ni nikoli odveč. Najbolj priporočljiv kombinezon za čebelarja začetnika je enodelen kombinezon, ki ima z zadrgo pripet pajčolan, tako da nobena čebela ne more priti pod obleko. Izkušenejši čebelarji največkrat zaščitne obleke ne uporabljajo, temveč se zaščitijo tako, da se pred delom s čebelami dobro umijejo brez dišečih substanc in nato ne uporabijo deodorantov. Na koncu si v roke vtrejo kis.

### Rokavice
Čebelarske rokavice uporabljajo predvsem začetniki, bolj izkušeni pa čebelarijo brez. Pravtako je fina dela težko opravljati z rokavicami. Narejene so lahko iz usnja ali gume, oziroma kombinirano. Kvalitetnejše rokavice imajo na zgornji strani dlani močnejši, gumiran del, ki  ščiti pred čebeljimi piki. Nanjo je pritrjen še podaljšek za rokav iz tkanine, ki lahko sega tudi nad komolec, kjer se konča z močno elastiko, ki zapre dostop v notranjost rokavice. Če rokavic ne uporabljamo, je priporočljivo politi roke s kisom, saj odganja čebele.

### Obuvalo
Čebelnjaki stojijo na zelo različnih terenih, tako na ravninah kot tudi na stmih pobočjih. Povsod pa je pomembno da si zagotovimo pomembno obutev za varno delo pri čebeljaku. Obutev nam mora zagotoviti nemoteno hojo po terenu, ter zaščito pred čebeljimi piki Primerni zaščito nam zagotavljajo različni močnejši, višji čevlji, pod katerimi nosimo nogavice. Priporočljivi so tudi gumijasti škornji, predvsem za ravni teren, medtem ko na strmejših pobočjih lažje pride do poškodb gležnja, zato je tam bolj primerna športna obutev.

## Ostala oprema in orodje

### Kadilnik
Da bi čebelar kar najlažje opravljal delo in prejel čim manj pikov, čebele pred delom z njimi najprej  pomiri z dimom. Dim ustvari s pomočjo kadilnika, kovinske posode, v katerem tli suh material ( lubja, trhli les, trava, listje). Nanj je pritrjen še meh, ročni ali pa ga poganja urin mehanizem z ventilatorjem, da ustvarja zračni tok. Namesto kadilnika lahko uporabimo kovinsko cev, v kateri je znotraj navita juta. Juta le tli in oddaja dim. Najstarejše kadilo, dandanes še vedno pogosto uporabljeno pa je prekuhana in posušena lesna goba, npr. bukova. Kadilci pogosto kot vir dima uporabljajo cigarete, kar pa ni najbolj priporočljivo. Poleg navadnega dima, se uporablja še žvepleni dim. Ta uniči voščene vešče in njihovo zalego, dimi pa se sate, ki jih spravljamo v zabojih in omarah med sezonami oziroma kadar jih ne uporabljamo. Kako intenzivno uporabljamo kadilnik je odvisno od vrste panja. Predvsem pri nakladalnem panju je pomembno močno zadimiti čebele, kadar ga razstavljamo. Pri listovnih panjih dimimo manj.

### Sestava satnice
Pri gradnji satja lahko čebelam tudi pomagamo tako, da jim naredimo osnovo, na kateri bodo nato nadaljevale gradnjo. S tem pospešimo proizvodnjo čebeljih pridelkov. Satnice največkrat kupimo v trgovini s čebelarsko opremo, izdelave pa se čebelar lahko loti tudi sam. Za satnice potrebujemo leseno ogrodje, katerega sestavimo v okvir. Tako pripravljen lesen obod trdno združimo z vijaki. Na ogrodje privijemo še nekaj dodatnih vijakov, ki bodo držali žico na svojem mestu in vanj navrtamo nekaj lukenj za žico, nato pa lahko satnico zažičimo. Uporabljamo pocinkano žico. Priključimo jo na električni tok s pomočjo transformatorja in nanjo položimo satno osnovo, ki bo zaradi toplote obdala žico. Satnica je pripravljena, da jo položimo v čebelnjak.

### Panjsko dleto
Uporablja se za ločevanje zalepljenih delov čebelnjaka, ki so se skupaj zlepili zaradi propolisa. Ločuje se satja, naklade, uporablja pri pregledih družin, z njim se odstranjuje voščene prizidke in zadelovine, čisti podnice. Velikost dleta varira, vsi pa imajo širši rob spodaj, ki se zoži proti ročaju, ki je navadno plastičen. Imenuje se tudi amerikansko dleto.

### Grebljica, strgalnik
Za čiščenje dna panja uporabljamo grebljico na dolgem ročaju, težko pa z njo počistimo in postrgamo vse robove in kote, zato to naredimo s pleskarsko lopatico, strgalnikom, prirezano letvico. Za taka orodja je pomembno da jih lahko po končanem delu popolnoma očistimo in večkrat razkužimo, ne da bi se pri tem poškodovala.

### Omelce
Z omelcem si čebelar pomaga odstraniti čebele s satja kadar toči med in nasplošno pri delu z njimi (pregledi družin). Pomembno je da omelce ni pretrdo oziroma premehko, temveč iz ravno prav trde žime. Lahko uporabimo tudi bolj enostavne rastlinske pripomočke, kot sta gosje pero in vejice pušpanovega grma. Veje z oddajanjem arome še dodatno pomirjajo čebele v panju.

### Vilice, nož, stojalo
Tudi pri točenju medu si pomagamo orodjem. Potem ko satje vzamemo iz čebeljnaka ročno ali s pomočjo čebelarskih klešč, ga postavimo na trikotno, pokončno stojalo. Pred točenjem moramo medenemu satju odkriti medene pokrovce. Pod stojalom je nameščena mreža, na keteri ostanejo le pokrovci in satje, spodaj pa je posoda, v katero se cedi med. Pokrovce lahko odpiramo z različnimi pripomočki, predvsem s vilicami ali nožem, ki jih preluknjajo. Nekateri noži imajo termostat, torej so ogrevani z elektriko, kar nam olajša delo, saj lepše drsi skozi satje. Z noži odstranjujemo tudi podaljšane medene celice.

### Koza ali prazna naklada
Ta pripomoček je zelo priročen kadar pregledujemo čebelje družine, prestavljamo satje oziroma nasplošno kadar opravljamo različna dela v čebeljnaku in rabimo več prostora, zato lahko na kozo odložimo satje. Sedaj lahko družino nemoteno opazujemo, si kaj zabeležimo, je pa tudi manj stresno za čebele, kot da jih obračamo in premetavno v rokah. Koza je navadno zgrajena iz lesa in zaščitena tako da jo lahko po uporabi očistimo. Na vrhu se letve razporejene tako, da je med posameznimi sati dovolj prostora za gibanje čebel.

### Lovilec roja
Preprečevanje rojenja je za vsakega čebelarja velik problem, zato si lahko kadar je roj na dosegljivi višini pomaga z lovilcem rojev. To je pregibni obroč s tkanino, oblikovano v vrečo, na dolgem drogu, v katerega ujamemo roj in ga zapremo da nam ne uide. V specializiranih trgovinah lahko kupimo tudi posebne lovilce, ki ujamejo matico, zato se čebele nastalega roja vrnejo nazaj v čebelnjak. Rojenje je pa mogoče tudi preprečiti pri čemer nam je lahko v veliko pomoč čebelarska tehtnica. Poznamo več vrst čebelarskih tehtnic vendar se  v zadnjem času vse pogosteje uporabljajo tako imenovane pametne oziroma online čebelarske tehtnice, ki omogočajo spremljanje družine na daljavo v vsakem trenutku. Primer takšne čebelarske tehtnice je prikazan na strani https://e-panj.si ki beleži podatke vsake pol ure. Podatki se shranjujejo na serverju  kjer so dostopni do 1 leta.